# 佩奇·马登
佩奇·马登（英語：Paige Madden，1998年10月22日—）来自阿拉巴马州莫比尔县，是一名美国女子游泳运动员，主攻中长距离自由泳。她于2017年进入弗吉尼亚大学，并开始代表该校校队参加校际比赛。2021年，她获得运动机能学专业的学士学位，从弗吉尼亚大学毕业。